# Westerwelle Foundation
Die Westerwelle Foundation – Stiftung für internationale Verständigung ist eine gemeinnützige und rechtsfähige Stiftung des bürgerlichen Rechts mit Sitz in Berlin. Gegründet wurde sie im Dezember 2013 von Guido Westerwelle, Bundesminister des Auswärtigen a. D., und Ralph Dommermuth,  Vorstandsvorsitzender und Gründer der United Internet AG. Ziel der Stiftung ist es, weltweit Demokratie in Um- und Aufbruchländern durch die Förderung und den Ausbau der Mittelschichten in diesen Ländern zu stärken. Um dieses Ziel zu erreichen, engagiert sich die Stiftung vor allem im Bereich der Existenzgründung und der beruflichen Bildung.

## Zweck
Der internationale Einsatz für Demokratie, Rechtsstaatlichkeit, die soziale Marktwirtschaft, Toleranz sowie die politische und wirtschaftliche Teilhabe stehen im Mittelpunkt der Stiftungstätigkeit.
Satzungsgemäß verfolgt die Stiftung folgende gemeinnützige Zwecke nach § 52 Abgabenordnung:
- Förderung internationaler Gesinnung, der Toleranz auf allen Gebieten der Kultur und des Völkerverständigungsgedankens (§ 52 Abs. 2 S. 1 Nr. 13 AO)
- Förderung der Entwicklungszusammenarbeit (§ 52 Abs. 2 S. 1 Nr. 15 AO)
- Förderung der Erziehung, Volks- und Berufsbildung einschließlich der Studentenhilfe (§ 52 Abs. 2 S. 1 Nr. 7 AO)

## Projekte
Gemeinsam mit Partnern unterhält die Stiftung verschiedene Programme und Projekte in den Bereichen Existenzgründungsförderung, berufliche Bildung und Vernetzung.

### WSH (Westerwelle-Startup-Häuser)
Es gibt vier Startup Häuser in Afrika: Tunis (Tunesien), Kigali (Ruanda), Arusha (Tansania) und Mombasa (Kenia). Die Westerwelle Foundation möchte mit den Startup Häusern junge Gründer auf ihrem Weg in die Selbstständigkeit unterstützen. Die WSH bieten Einzelbüros und Co-Working Spaces sowie die dazugehörige Infrastruktur: einen Arbeitsplatz mit Internet und Drucker sowie Besprechungs-, Seminar- und Aufenthaltsräume. Neben der Bereitstellung der benötigten Infrastruktur, bieten die Startup Häuser ein unterstützendes Netzwerk von Gründern aus unterschiedlichen Branchen, die sich mit Wissen und den Erfahrungen gegenseitig unterstützen.
Das erste WSH entstand 2016 in Tunis gemeinsam mit dem Berliner Verein enpact. Das Startup Haus in der Innenstadt von Tunis ist Anlaufstelle und zentraler Treffpunkt für Existenzgründer und junge Menschen. Das Zentrum bündelt in Kooperation mit lokalen Partnern bestehende Initiativen und Angebote unter einem Dach: Startups, angehende Gründer und Interessierte erhalten in dem Zentrum den nötigen Büroraum und Technik, die Gelegenheit zum Austausch mit Gleichgesinnten, den Zugang zu nationalen und internationalen Programmen, Beratung und Workshops sowie Kontakt zu potentiellen Investoren, Behörden und Rechtsberatung.
2018 eröffnete in Kigali das Startup Haus in Zusammenarbeit mit der evonik Stiftung. und 2022 das bisher größte WSH in Arusha in Zusammenarbeit mit dem Unternehmer Paul Gauselmann.

## Veranstaltungen, Konferenzen und Debattenbeiträge
In aktuelle Debatten bringt die Stiftung sich regelmäßig durch Namensbeiträge in überregionalen Medien ein.